# Gourde monoxyle

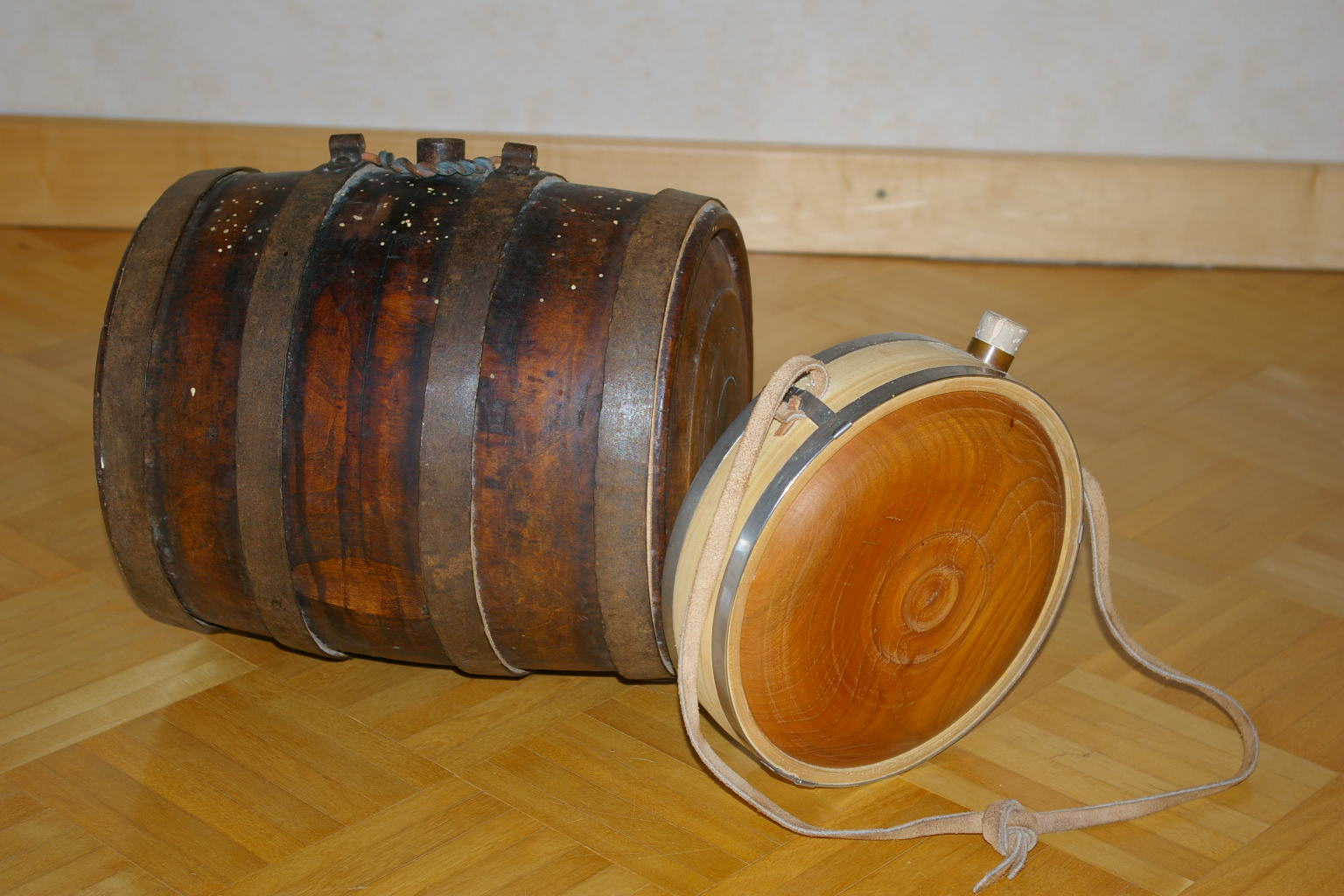
Gourdes monoxyles : un barlet ancien à gauche et un botteillon contemporain à droite

Les gourdes monoxyles fabriquées en Roumanie encore actuellement par tournage de bois vert sont connues  et étudiées et semblables aux gourdes monoxyles médiévales en France. Elles sont en deux pièces (corps + obturateurs) tournées en bois de travers, le goulot est parallèle aux fibres du bois. Le liquide contenu est au contact des canaux ligneux, ce qui oblige à étancher l'intérieur. Ces gourdes étaient tournées au tour à perche. 
Il existe également d'autres gourdes monoxyles en trois éléments (le corps + 2 obturateurs) tournées à la perche dans le massif des Bauges (Savoie). Le corps est creusé dans un tronc en bois de fil (les canaux ligneux ne sont pas interrompus). Les deux obturateurs sont en bois de travers. 
L'ensemble de la gourde ressemble à un tonnelet dont les douves sont remplacées par les accroissements ligneux de l'arbre. L'assemblage corps-obturateur est fait de façon identique à celui du tonneau. Le serrage pour l'étanchéité du jable est réalisée en jouant sur le retrait au séchage du corps travaillé en bois vert.
À noter : l'origine de la fabrication de ces gourdes est donc bien indépendante de l'origine du tournage à la perche dans les Bauges.
Ce type de gourde existe dans l'arc alpin, creusé à la main. Dans le massif des Bauges où le tournage du bois vert est attesté depuis 1345, ces gourdes étaient tournées depuis une date indéterminée. Elles étaient dénommées botteillons.